# L'Enfant qui ne voulait pas mourir
Pour plus de détails, voir Fiche technique et Distribution.
L'Enfant qui ne voulait pas mourir (Le Miracle des cartes au Québec ; The Miracle of the Cards) est un téléfilm américano-canadien réalisé par Mark Griffiths (en), diffusé en 2001. Il est adapté du récit éponyme de Marion Shergold, la mère du jeune héros de l'histoire.

## Synopsis
L'Enfant qui ne voulait pas mourir est basé sur l'histoire vraie d'un jeune anglais de huit ans, Craig Shergold (en) (Thomas Sangster) qui apprend en 1989 qu'il a une tumeur au cerveau. Bien que le pronostic soit négatif, la mère de Craig Marion (Catherine Oxenberg) est convaincue qu'il existe un remède, et que le moyen de trouver la guérison est de briser le Record Guinness du Monde pour recevoir le plus de carte de vœux. Avec la diffusion d'un plaidoyer à tous dans le monde, Marion réussit à faire venir 350 millions de cartes à la porte de Craig. L'une de ces cartes fournit la clé pour le salut ultime de Craig.

## Fiche technique
- Titre original : The Miracle of the Cards[1]
- Titre français : L'Enfant qui ne voulait pas mourir
- Tire québécois : Le Miracle des cartes
- Réalisation : Mark Griffiths
- Scénario : Lee Wilson
- Photographie : Henry Lebo
- Musique : Ken Harrison
- Production : Deborah Gabler
- Pays d'origine :  États-Unis
- Langue originale : anglais
- Durée : 86 minutes
- Première diffusion : 10 novembre 2001
- Première sortie en DVD : 5 février 2002

## Distribution
- Catherine Oxenberg (VF : Emmanuèle Bondeville ; VQ : Hélène Mondoux) : Marion Shergold
- Peter Wingfield (VF : Maurice Decoster ; VQ : François Trudel) : Ernie Shergold
- Thomas Brodie-Sangster (VF : Sajan Gardeux ; VQ : Charlotte Mondoux) : Craig Shergold
- Kirk Cameron (VF : Luq Hamet ; VQ : Martin Watier) : Josh
- Matthew Harrison (VF : Guillaume Lebon ; VQ : Patrice Dubois) : Ryan Phillips
- Richard Thomas (VF : Pierre Tessier ; VQ : Denis Roy) : Docteur Neal Kassell
- Ryan Robbins (VF : Tanguy Goasdoué) : Reggie
- Jodelle Ferland : Annie
- Jeremy Guilbaut : Steve Shergold
- Jennifer Carmichael : Sharon Shergold
- Duncan Fraser (VQ : Claude Préfontaine) : Dr Middleton
- Karin Konoval : l'éditeur

 Source et légende : version française (VF) sur RS Doublage